# Ліво (провінція Комо)
Ліво (італ. Livo) — муніципалітет в Італії, у регіоні Ломбардія, провінція Комо.
Ліво розташоване на відстані близько 540 км на північний захід від Рима, 80 км на північ від Мілана, 45 км на північний схід від Комо.
Населення — 182 особи (2014).
Щорічний фестиваль відбувається останньої суботи липня. Покровитель — San Giacomo.

## Демографія
Населення за роками:

Станом на 1 січня 2023 року в муніципалітеті офіційно проживало 18 іноземців з 8 країн, серед них 4 громадяни країн Євросоюзу та 5 громадян України.

## Сусідні муніципалітети
- Кама
- Домазо
- Доссо-дель-Ліро
- Гордона
- Пельйо
- Самолако
- Веркана